# Plötscher See
Der Plötscher See  ist ein See im Kreis Herzogtum Lauenburg im deutschen Bundesland  
Schleswig-Holstein westlich des Ortes Mustin in der Nähe von Ratzeburg und nördlich des Ortes Salem. Der See ist ca. 8 ha groß und bis zu 12,2 m tief.  Er ist Bestandteil des Naturschutzgebietes Salemer Moor mit angrenzenden Wäldern und Seen. Nördlich liegt der Garrensee, und im Süden ist er mit der Schwarzen Kuhle verbunden.